# Johan Wallinder (fotbollsspelare)
Johan Petter Wallinder, född 19 augusti 1975 i Örebro, Sverige, är en svensk fotbollsledare och tidigare fotbollsspelare (anfallare).
Wallinder har spelat allsvenskt för fyra klubbar: Örebro SK, Helsingborgs IF, Djurgårdens IF och Enköpings SK under åren 1996–2003.
Wallinder har en ekonomexamen från Örebro universitet och verkar efter spelarkarriären som VD i bolaget Finacial Hearings. Wallinder har varit verksam som ungdomsledare i fotboll i Karlbergs BK och är säsongen 2022 assisterande tränare i föreningens damlag i division 1.

## Meriter

### Seriematcher och mål
- 2004-2004: 24 / 5
- 2003-2003: 23 / 1
- 2002-2002: 2 / 0 i DIF (våren) + 14 / 8 i Örebro SK (hösten)
- 2001-2001: 19 / 8
- 2000-2000: 10 / 0 i HIF (våren)
- 1999-1999: 24 / 6
- 1998-1998: 25 / 7
- 1997-1997: 14 / 1
- 1996-1996: 4 / 0